# Brown kontra urząd edukacji w Topeka
Brown kontra Urząd Edukacji w Topeka – sprawa przed Sądem Najwyższym w USA (1954), która zakończyła segregację rasową w szkolnictwie.

## Opis
W 1896 Sąd Najwyższy zadecydował (sprawa Plessy kontra Fergusson), że należy zakładać oddzielne szkoły dla uczniów białych i czarnych. Trzymając się tych przepisów Urząd Edukacji w Topeka utworzył odrębne szkoły. Działania władz zostały zaskarżone przez  Narodowe Stowarzyszenie na Rzecz Awansu Ludności Kolorowej. Organizację reprezentował Thurgood Marshall, późniejszy pierwszy czarnoskóry sędzia w Sądzie Najwyższym (1967). Jednogłośnie Sąd orzekł, że segregacja jest sprzeczna z 14. poprawką do Konstytucji. W ten sposób precedens z 1896 przestał obowiązywać. Orzeczenie Sądu doprowadziło do likwidacji segregacji nie tylko w szkołach, ale także innych instytucjach publicznych. Wpłynęło także na powstanie nowych aktów prawnych: Ustawy o prawach obywatelskich (1964), Ustawy o prawach wyborczych (1965) oraz Ustawy o równych prawach w zatrudnieniu (1972).